# ジーン・ステイプルトン

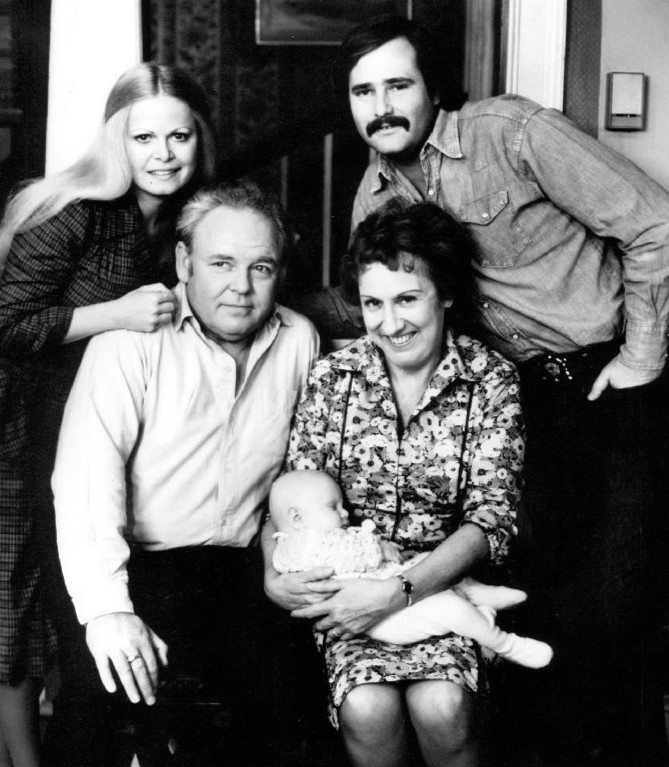
オール・イン・ザ・ファミリーより

ジーン・ステイプルトン（Jean Stapleton、1923年1月19日 - 2013年5月31日）は、アメリカ合衆国・ニューヨーク出身の女優。

## プロフィール
1923年、ニューヨーク生まれ。1941年から女優として活動を始め、その後ブロードウェイで活躍する。1970年代にテレビ放送されたのコメディー番組「オール・イン・ザ・ファミリー」での主婦役などを演じ、米テレビ界にて栄誉のあるエミー賞を3度受賞した。2013年5月31日、ニューヨークの自宅で死去。 

## キャリア
1941年、18歳でサマー・ストック・シアターに出演したことでキャリアを開始し、オフ・ブロードウェイの演劇『American Gothic』でニューヨーク・デビューした。その後『ファニー・ガール』、『Juno』、『くたばれ!ヤンキース』、『Bells Are Ringing』に出演し、映画版『くたばれ!ヤンキース』(1958年、映画デビュー)、『Bells Are Ringing』(1960年)では舞台版と同じ役を演じた。

## 家族
- ジョン・パッチ（息子） - 俳優、映画監督、脚本家

## 主な出演作品

### 映画
- くたばれ!ヤンキース Damn Yankees (1958)
- ベルズ・アー・リンギング Bells Are Ringing (1960)
- 傷だらけの愛 Something Wild (1961)
- 下り階段をのぼれ Up the Down Staircase (1967)
- タバコのなくなる日 Cold Turkey (1971)
- コールガール Call Girl (1971)
- バディ・システム The Buddy System (1984)
- 名探偵ポアロ/死者のあやまち Dead Man's Folly (1986) テレビ映画
- テキサスの風 The Habitation of Dragons (1992) テレビ映画
- トライアル/審判 The Trial (1993) クレジットなし
- マイケル Michael (1996)
- ポカホンタスII/イングランドへの旅立ち Pocahontas II: Journey to a New World (1998) アニメ映画、声の出演
- ユー・ガット・メール You've Got Mail (1998)
- ベイビー/潮風のおくりもの Baby (2000) テレビ映画

### テレビドラマ
- 裸の町 Naked City (1961-1963)
- オール・イン・ザ・ファミリー All in the Family (1968-1979)
- Archie Bunker's Place (1979)
- フェアリーテール・シアター Faerie Tale Theatre (1983, 1985)
- スケアクロウとキング夫人 Scarecrow and Mrs. King (1984)
- ラブ・ボート The Love Boat (1986)
- Bagdad Cafe (1990-1991)
- Mrs. Piggle-Wiggle (1994)